# Bus turístico diurno de Zaragoza
El bus turístico diurno de Avanza Zaragoza es una línea diurna de autobús que realiza el recorrido comprendido entre los diferentes puntos de interés turístico en la ciudad de Zaragoza (España). Está promovido por el Patronato de Turismo del Ayuntamiento de Zaragoza.
Tiene una frecuencia media de paso de 25 minutos.

## Funcionamiento
El bus turístico se emplea gracias a un billete, con el cual el turista puede subir y bajar del autobús a lo largo de un mismo día las veces que crea oportunas. De esta forma, el viajero tiene libertad para visitar los puntos turísticos de la ciudad en el orden que desee, y organizándose su propio tiempo.

## Recorrido
Esta línea cuenta con un circuito de 75 minutos de duración, constituido por 15 paradas. En cualquiera de ellas está permitido iniciar o finalizar el recorrido de cada visitante. La salida se realiza desde la calle Don Jaime I, a altura de la Lonja.

## Desvíos actuales (no incluidos en la tabla)
Desvíos por la 2ª fase de las obras del tranvía: Desde Don Jaime por Coso, Plaza San Miguel, Paseo la Mina, Constitución, Paseo Pamplona, César Augusto a su recorrido por Conde Aranda; y desde Echegaray y Caballero por Echegaray y Caballero a su recorrido por el Puente de Hierro.